# Spjutmosjön
Spjutmosjön är en sjö i Mora kommun och Älvdalens kommun i Dalarna och ingår i Dalälvens huvudavrinningsområde. Sjön har en area på 5,91 kvadratkilometer och ligger 201,2 meter över havet. Sjön avvattnas av vattendraget Dalälven (Österdalälven).

## Delavrinningsområde
Spjutmosjön ingår i det delavrinningsområde (677699-141619) som SMHI kallar för Utloppet av Spjutmosjön. Medelhöjden är 259 meter över havet och ytan är 36,26 kvadratkilometer. Räknas de 552 avrinningsområdena uppströms in blir den ackumulerade arean 6 405,24 kvadratkilometer. Avrinningsområdets utflöde Dalälven (Österdalälven) mynnar i havet. Avrinningsområdet består mestadels av skog (71 procent). Avrinningsområdet har 6,02 kvadratkilometer vattenytor vilket ger det en sjöprocent på 16,6 procent. Bebyggelsen i området täcker en yta av 0,35 kvadratkilometer eller 1 procent av avrinningsområdet.